# Ісілдур
Ісілдур (варіант перекладу — Ісільдур) (3209 рік Другої Епохи — 2 рік Третьої Епохи) — персонаж романів Дж. Р. Р. Толкіна «Сильмариліон» та «Володар Перснів», старший син Еленділа, король-співправитель Ґондору (разом з братом Анаріоном), переможець Саурона, другий верховний король дунедайн у вигнанні (3441 рік Другої Епохи — 2 рік Третьої Епохи), номінально другий король Арнору (реально посісти трон батька не встиг), батько третього короля Арнору Валанділа.

## Ісілдур у Нуменорі
Народився у 3209 році Другої Епохи в місті Роменна на сході Нуменору. Мав чотирьох синів Елендура (3299 р. Д. Е. — 2 р. Т. Е. ; народився у Нуменорі), Аратана (3339 р. Д. Е. — 2 р. Т. Е.; народився у Гондорі), Кіріона (3379 Д. Е.  — 2 р. Т. Е.; народився у Гондорі) та Валанділа (3430 р. Д. Е. — 249 р. Т. Е.; народився у Імладрісі і перебував там з матір 'ю).
Разом з дідом Аманділом та батьком Еленділом очолював партію вірних нуменорців, що дотримувалась старого звичаю вшанування Еру Ілуватара та Валарів і дружила з ельфами. Так само відкрито виступив проти Саурона, що фактично запанував у Нуменорі.

### Порятунок плоду Білого Дерева Німлот
Коли Саурон став радником Ар — Фаразона, він став підбурювати короля зрубати Біле Дерево Німлот, оскільки воно нагадувало йому про елдарів та світло Валінору.
Спершу король не погоджувався, бо пам 'ятав передбачення Тар — Палантіра про загибель королівської династії разом з Деревом. Коли родина Аманділа почула про наміри Саурона, вони зрозуміли, що він врешті — решт доможеться свого. Тоді потайки вночі, не сказавши нікому ні слова, Ісілдур одинцем, замаскувавшись, пробрався у королівський сад в Арменелосі, куди вірним було заборонено входити. На той час Німлот потьмянів і не квітував, бо надворі стояла пізня осінь і зима вже була не за горами; Ісілдур же пройшов повз охоронців і, зірвавши з Дерева єдиний плід, що висів на ньому, повернувся, щоб піти. Проте охоронці здійняли тривогу й напали на нього, і він, отримавши чимало поранень, пробив собі шлях до відступу й урятувався, а позаяк Ісілдур замаскувався, то жодна жива душа не довідалася, хто наважився торкнутися Дерева. Тим часом Ісілдур заледве дістався до Роменни і встиг вручити плід Аманділові, доки ще сили не покинули його. Тоді плід потайки посадили, й Аманділ благословив його, а навесні з землі пробився пагінець і випустив бруньки. А щойно на ньому розкрився перший листочок, Ісілдур, який довго лежав при смерті, ожив, і рани вже йому не докучали.
Це було зроблено вчасно, бо після цього Ар — Фаразон послухався Саурона і Німлот було зрубано, а Темний Володар розпалив його деревиною жертовне вогнище у Храмі Мелькора.

## Вихід з Нуменору
Під час відплиття напередодні загибелі острова Ісілдур командував трьома кораблями, його брат Анаріон — двома, а їх батько Еленділ — чотирма. Перед відплиттям Ісілдур викопав молодий пагінець Білого Дерева, що ріс у дворі їхнього дому в Роменні. Разом із кораблями брата Анаріона, кораблі Ісілдура були винесені західними штормовими вітрами до затоки Белфалас, а судна їх батька Еленділа — до Лунської затоки в Ліндоні.

## Королі Гондору
Еленділ став засновником Північного королівства Арнор, а його сини — Ісілдур та Анаріон заснували Південне королівство Гондор. Його столицею стало новозведене величне місто Осгіліат (на адунаіку «Зоряна Цитадель») розташоване на обох берегах Андуїна і з 'єднане великими кам 'яними мостами. Там у тронній залі під Зоряним Куполом розташовувались трони братів — співправителів. На правому березі Андуїна, на відрозі гори Міндолуін було зведено місто — фортецю Мінас — Анор, де був дім Анаріона. Ісілдур оселився на лівому березі Великої Ріки в передгір 'ях Похмурих гір, звівши місто — фортецю Мінас — Ітіль. Перед своїм домом він посадив Біле Дерево. З семи палантирів Ісілдуру належали камені Осгіліату та Мінас — Ітіля.
На пагорбі Ерех, у передгір 'ї Білих Гір, встановив Ісілдур сферичний чорний камінь, на якому король місцевого племені горян дав обітницю союзу, котру згодом порушив і був проклятий Ісілдуром разом зі своїм народом, що повільно вимер у горах і став привидами.

## Війна Останнього Союзу і здобуття Ісілдуром Єдиного Перстеня
У 3429 році Другої Епохи Саурон, що потайки повернувся у свої володіння в Мордорі, напав на Мінас — Ітіль і захопив місто, знищивши Біле Дерево. Однак Ісілдур разом з родиною встиг врятуватись, прихопивши палантір та пагінець Білого Дерева. На човні родина Ісілдура відпливла угору Андуїним і, перетнувши Імлисті гори, дісталась Арнору. Тим часом Анаріон обороняв Осгіліат і зміг відкинути військо Саурона назад у Мордор.
У 3430 р. Д. Е. Еленділ, Ісілдур та ельфійський король Гіл - Галад уклали союз дунедайн та ельдарів, що увійшов в історію під назвою Останнього. Разом з Ісілдуром на війну пішли троє його синів Елендур, Аратан та Кіріон, а новонароджений Валанділ разом із матір 'ю залишився в Імладрісі. У 3434 р. Д. Е. військо ельфів, людей та гномів Кгазад — Дума зустрілось із арміями Саурона на полі Дагорладу. На боці Саурона бились орки, троллі та інші лихі створіння, люди Сходу та Півдня і невелика кількість гномів з інших семи родів. Навіть звірі та птахи поділились тоді на два табори і бились між собою. Після кількаденної кровопролитної битви війська Останнього Союзу здобули перемогу, і, вступивши в землі Мордору, обложили Барад — Дур. Облога Темної Фортеці тривала сім років, в ході неї загинуло багато ельфів, гномів та людей і серед них менший син Еленділа Анаріон.
У 3441 році Саурон вийшов на поєдинок з Еленділом та Гіл - Галадом і обох їх убив, і меч Еленділа зламався під ним, коли той упав. Одначе й Саурон повалився долі, відтак Ісілдур, схопившись за руків 'я уламку Нарсіла, відтяв Правлячий Перстень із руки Саурона й забрав його собі. Саурон був переможений, і дух його покинув тіло, помчавши далеко — далеко й заховався в пустельних краях; і ще багато довгих років Темний Володар не прибирав видимої подоби.

Здобувши перстень, Ісілдур оголосив його своєю власністю:
«Це відплата мені за батька і брата» — промовив він.
Так скінчилась Друга Епоха. Останній Союз переміг, але не до кінця. Саурон був переможений, але дух його вцілів, разом з Єдиним Перснем. Чорна Фортеця лежала у руїнах, але руїни приховували корені незнищеного зла створеного Перснем.

## Ісілдур у Гондорі
Після загибелі Еленділа Ісілдур став верховним королем дунедайн у Середзем 'ї, але в Гондорі він залишив правити меншого сина Анаріона Менельділа, вирішивши прийняти правління в Арнорі. Проте деякий час він жив на Півдні, навчаючи племінника управляти королівством.
У пам 'ять про свого брата Анаріона Ісілдур посадив перед його домом у Мінас — Анорі врятований ним садженець Білого Дерева, що зростав там більше ніж тисяча шістсот років.

У Гондорі він також залишив манускрипт про Єдиний Перстень, що зберігався у бібліотеці Мінас — Тіріта і був прочитаний Саруманом та Гендальфом.
«Гарячим був він, коли я вперше узяв його, гарячим, мов палаюча вуглина. Він опалив мені руку, і я сумніваюсь, що біль від опіку залишить мене коли — небудь. Зараз, коли я пишу, він все ще холоне і маліє, але ні форми, ні краси не втрачає. Написи, що спочатку горіли так яскраво, тьмяніють на моїх очах і ледве розрізняються. Вони нагадують ельфійську в 'язь Ерегіону, у мордорської мови немає знаків для такої тонкої роботи. Але я не можу прочитати напис. Гадаю що це мова Чорної Країни. Вона зла і лиховісна. Я не знаю, яке лиходійство означає напис, але доки знаки не зникли, зніму з них копію. Певно, Перстень зберігає жар руки Ворога, і хоч чорна його долоня, Перстень сяє, мов вогонь. Можливо, якщо нагріти Перстень, знаки знов проступлять на ньому. Та я не можу змусити себе заподіяти шкоду цьому єдино прекрасному з усіх творінь Саурона. Це — мій скарб, хоч я і заплатив за нього великим болем» .
З наказу Ісілдура та Менельділа було облаштовано курган — поховання Еленділа на вершині Амон — Анвар (пагорб Благословення) в Аноріені, що на той час був центром Гондору. До вершини пагорба було прокладено кам 'яні сходи, нагорі облаштовано рівний майданчик в центрі якого розташовувався курган, на якому цвіли квіти альфіріну і в траві лежав чорний камінь з вибитими на ньому трьома рунами ламбе андо ламбе (Л — НД — Л, що означало ім 'я Еленділ без голосних). Ці руни Еленділ використовував як особистий знак і напис на печатках. Місце поховання Еленділа зберігалось у суворій таємниці, на вершину мали право підніматись лише король Гондору з наближеними та спадкоємцем престолу після повноліття, котрому розповідали про створення святині та посвячували у справи королівства.

## Катастрофа в Ірисній Низовині і загибель Ісілдура
Після майже півторарічного перебування в Гондорі Ісілдур став збиратись до Арнору. Однак, спершу він вирішив побувати в Імладрісі, де залишились його дружина з меншим сином також він мав потребу порадитись з Елрондом. Тому він не пішов старим нуменорським шляхом від бродів Ізену до Форносту, яким повернулись більша частина арнорської армії, а рушив долинами Андуїна від Осгіліату до Кіріт — Форнеп — Андрата — перевалу в Імлистих горах через який проходив шлях в Імладріс, до якого загін Ісілдура розраховував повернутись за сорок днів до настання зими на Півночі. Можливо верхи вони б подолали їх швидше, але в Ісілдура не було верхових коней. В долинах Андуїна подорожнього підстерігало менше небезпек, адже Саурон згинув, а населення долин було союзниками військ Останнього Союзу.
На початку місяця іванетт (вересень) загін Ісілдура, що складався з мешканців східного Арнору, вирушив у дорогу. Разом з Ісілдуром йшли троє його синів Елендур, Кіріон та Аратан.

Ясного ранку біля Східних воріт з ними простився Менельдур.
- Хай вам щастить у дорозі, — промовив він Ісілдурові — і нехай сонце, що осяяло початок вашого шляху, не меркне над вами.
Двадцятого дня вони побачили пагорби на яких росли ліси Великого Зеленолісся, вкриті осіннім багрянцем. Небо вкрили хмари і осінній вітер приніс з моря Рун дощ, котрий лив чотири дні. Тому люди не стали спускатись в долину Андуїна, що розлився, а пішли стежкою лісових ельфів, яка вела вздовж лісових галявин. Через тринадцять днів надвечір вони досягли північної межі Ірисної Низовини (Оболоні). Тут їх перестріла велика орда орків, котрою керували поводирі з Барад - Дура, яких послали стерегти шляхи і котрі нічого не знали про поразку Саурона. Орків кликала лиха воля Перстеня, хоч вони про нього і не знали. Лихих істот було набагато більше ніж дунедайн.

Ісілдур наказав вибудувати тангайл — дві зімкнуті щитом до щита шеренги, котрі могли звиватись, звертались обличчям до ворога, якщо він заходив з флангу і, в крайньому випадку, змикалися в кільце, займаючи кругову оборону. Якби місцевість була рівною чи схили прикривали їх зі спини, Ісілдур побудував би загін у дірнайт і атакував би орків, поклавшись на силу і зброю дунедайн — тоді можна було б розкидати стрій ворогів, але зараз це було неможливо. 
Орки наближались. Ісілдур звернувся до свого зброєносця.
- Огтар, — мовив він, — я доручаю це тобі.
Й Ісілдур передав йому піхви і уламки Нарсіла, меча Еленділа.
- Збережи це, будь — якою ціною не дай йому потрапити у ворожі руки; най би тебе вважали боягузом, що покинув мене. Візьми з собою товарища і тікай! Іди ! Це наказ!
Огтар схилив коліна і поцілував йому руку і два молодих воїни зникли у темній долині.
Орки засипали людей градом стріл, а потім збудувались клином і з гучними криками кинулись на дунедайн, розраховуючи масою своїх воїнів пробити стіну щитів. Однак вона стояла непохитно. В натиску гинуло п 'ятеро орків на одну людину, але сили дунедайн були нерівні. Елендур запитав Ісілдура чи може він за допомогою Перстеня змусити орків підкоритись йому.
- Ні сину.- відповів Ісілдур — Я не можу використати його. Навіть торкнутись його і те боляче. Мені все ще не вистачає сил щоб підкорити його своїй волі. Тепер я знаю, що йому потрібен більш могутній володар ніж я. Гордість мою зламано. Його слід передати Хранителям Трьох.
В ході бою орки вбили Кіріона і смертельно поранили Аратана при спробі врятувати його. Елендур знов відшукав батька, і торкнув його за плече. Ісілдур різко озирнувся, гадаючи, що якийсь орк підкрався з — заду.
- Володарю, — мовив Елендур — Кіріона вбито, Аратан помирає. Твій останній радник має порадити — ні, наказати тобі, як ти наказав Отгару: тікай! Візьми свою ношу і достав її до Хранителів будь — якою ціною — хай тобі доведеться залишити своїх людей і мене!
- Принц — відповів Ісілдур, — я знав, що ти маєш зробити це; але боявся болю. І не міг піти без твого дозволу. Прости мені мою гордість, що звела тебе у лихо.
Ередур поцілував його.
- Втікай! Втікай же! — вигукнув він. 
Ісілдур обернувся на захід і дістав Перстеня, що висів у нього на шиї в футляру на ланцюжку. Він одяг Перстеня, скрикнувши від болю, і відтоді у Середзем 'ї його більше ніхто не бачив. Лише Еленділмір Заходу не можна було сховати, він раптово спалахнув багровим світлом, подібно до вогняної зірки. Люди й орки розтупились у страху; й Ісілдур накинув на голову капюшон, сховавшись уночі.
Про подальшу долю дунедайн відомо лише те, що всі вони загинули крім молодого зброєносця, що був поранений і опинився під мертвими тілами.
Глибокої ночі Ісілдур дістався до Андуїна і став плисти проти течії, але його зносило до заростей Ірисної Низовини Вони опинились ближче, ніж він гадав; і коли Ісілдур відчув, що течія стала повільнішою, він зрозумів що берег близько і заплутався в очеретах і міцних водоростях, Перстень зіскочив з його пальця. Це був випадок, коли він вирішив скористатись можливістю.
І орки, що сиділи у засідці, побачили його вночі і випустили стріли, дві з яких уп 'ялись йому в горло і в серце, і упав він у воду.

## Спадкоємці Ісілдура
Після загибелі Ісілдура королем Арнору став його четвертий син Валанділ, котрому було тринадцять років. Він не став приймати титулу верховного короля дунедайн і до 3019 року Третьої Епохи Арнор і Гондор були окремими державами. Рід Ісілдура не переривався навіть після розпаду Арнору в 871 році Т. Е. та знищення ангмарцями останнього залишку Північного королівства — Артедайну. Спадкоємці королів Арнору і Артедайну стали вождями Слідопитів Півночі. Оскільки дочка тридцять першого короля Гондору Ондогера Фіріель стала дружиною останнього короля Артедайну Арведуї вони були також претендентами й на корону Гондору після того як у 2050 р. Т. Е. перервалась династія наслідників Анаріона.
З усіх представників цього роду на свого предка був найбільше схожим Арагорн ІІ, однак у нього не було ні трохи ісілдурової гордині. У 3019 р. Т. Е. після остаточної перемоги над Сауроном він став королем Возз 'єднаного королівства Арнору і Гондору, прийнявши ім 'я Елессар Телконтар.
На північній межі Гондору, біля краю озера Нен — Гітоель, були зведені Стовпи Агронату — велетенські статуї Ісілдура та його брата Анаріона.

## Ісілдур у кінотрилогії Пітера Джексона «Володар Перснів»
Пітер Джексон у своїй екранізації (2001 — 2003) включив розповідь про Ісілдура (заволодіння Перстенем і наступна загибель на шляху до Рівенділла) у пролог першої частини кінотрилогії. Деякі з сцен згодом повторюються як флешбеки. Роль Ісілдура виконав Гарі Сінклер.